# Форчела (Терамо)
Форчела (итал. Forcella) је насеље у Италији у округу Терамо, региону Абруцо.
Према процени из 2011. у насељу је живело 265 становника. Насеље се налази на надморској висини од 264 м.